# Jan Polák
Jan Polák, född 14 mars 1981 i Brno, är en tjeckisk fotbollsspelare. Han spelar som mittfältare för Zbrojovka Brno och tidigare för Tjeckiens herrlandslag i fotboll.